# Gaudeamus igitur
Gaudeamus igitur, iuvenes dum sumus (Latijn voor: Laten wij ons daarom verheugen, zolang we nog jonge mannen zijn), doorgaans afgekort tot Gaudeamus, is een studentenlied in het Latijn.
Het lied werd vroeger (en ook tegenwoordig nog wel) in studentenverenigingen gezongen als drinklied. Aan de Universiteit Leiden wordt het lied gezongen bij de opening van het academisch jaar, tijdens het betreden van de Pieterskerk door het bestuurderscortège. Ook aan de Universiteit Twente wordt het bij de opening van het academisch jaar gezongen. Aan de Erasmus Universiteit Rotterdam wordt het gezongen bij het hooglerarencortège. Aan de Universiteit Utrecht wordt het lied gezongen bij de afsluiting van de opening van het academisch jaar. 
In het Gentse en Leuvense studentenleven wordt het bij vele clubs gezongen wanneer (oud-)presidiumleden binnenkomen op een cantus. Wanneer een oud-preses binnenkomt, wordt echter het Io vivat gezongen. In het Diepenbeekse/Hasseltse en Antwerpse studentenleven wordt het gezongen als tweede lied om een cantus in te zetten, na het Io Vivat. Ook in Gentse en Leuvense kringen en clubs wordt het lied meestal als tweede lied gezongen. Bij de Delftsche Studenten Bond en de Groningse studentenvereniging Unitas Studiosorum Groningana wordt het gezongen als de huidige senaat, bij bijvoorbeeld een verenigingsvergadering, de zaal verlaat. Hier worden dan de eerste en vierde strofe gezongen. In Brussel wordt het als derde lied gezongen op een cantus, na het clublied en het Lied van Geen Taal. Hier wordt wel enkel de eerste strofe gezongen, behalve bij hogeschoolkringen waar strofes 1, 2 en 7 gezongen worden. In Geelse clubs en verenigingen worden enkel strofes 1, 2 en 7 gezongen op cantussen, eveneens na het eerste lied (Io Vivat). In Leuvense studentenclubs worden de eerste 2 strofes gezongen na het verkiezen van een nieuw presidium-lid (behalve voor een nieuw verkozen preses, daar wordt het Io Vivat gezongen).
Het eerste couplet van het Gaudeamus is ook het verenigingslied van Studenten Muziekgezelschap Sempre Crescendo uit Leiden; de laatste regel, nos habebit humus, wordt dan vervangen door Sempre sit in flore!.
Het Gaudeamus is ontleend aan het middeleeuwse lied De brevitate vitae (Over de kortheid van het leven) op de melodie van een boetelied uit 1267 uit Bologna. Er bestaan verschillende versies van dit lied. Onderstaande, meest gebruikelijke versie is van de hand van Christian Wilhelm Kindleben en stamt uit 1781.

## Voorkomen
Gaudeamus igitur is begin jaren 70 bij het grote publiek bekend geworden als 'intro' van Melanie Safka's hit Stop! I don't wanna hear it anymore.
De melodie is verwerkt in de Academische Festival Overture (Op. 80) van Johannes Brahms. Ook Franz Liszt heeft een virtuoze pianobewerking van dit lied geschreven.
Julius Röntgen liet zich in 1925 voor de naam van zijn Villa Gaudeamus in Bilthoven inspireren door het lied Gaudeamus igitur.

## Tekst
| Latijn | Nederlands (vrije vertaling) |
| --- | --- |
| Gaudeamus igitur, Iuvenes dum sumus, Post jucundam juventutem, Post molestam senectutem, Nos habebit humus. | Laten wij ons nu verheugen, Zolang wij jong zijn, Na een aangename jeugd, Na een onaangename oude dag, Zal de aarde ons bergen.                              |
| Ubi sunt, qui ante nos In mundo fuere, Vadite ad superos, Transite ad inferos, Ubi jam fuere.               | Waar zijn zij die vóór ons Op de aarde leefden? Ga naar de hemel, Daal neer in de onderwereld, Waar zijn ze nu?                                              |
| Vita nostra brevis est, Brevi finietur, Venit mors velociter, Rapit nos atrociter, Nemini parcetur.         | Ons leven is kort, Het zal snel eindigen, De dood komt snel, Hij ontrukt ons op gruwelijke wijze, Niemand zal worden gespaard.                               |
| Vivat Academia, Vivant Professores, Vivat membrum quodlibet, Vivant membra quaelibet, Semper sint in flore! | Leve de universiteit, Leve de hoogleraren! Leve elke student, Leve alle studenten, Mogen zij immer bloeien!                                                  |
| Vivant omnes virgines Faciles, formosae Vivant et mulieres Tenerae, amabiles, Bonae, laboriosae.            | Leve alle meisjes, Gewillig en mooi! Leve ook de vrouwen, Zacht en lieflijk, Flink en hardwerkend!                                                           |
| Vivat et respublica, Et qui illam regit, Vivat nostra civitas, Mecaenatum caritas, Quae nos hic protegit.   | Leve ook de staat, En wie hem bestuurt! Leve onze samenleving, De vrijgevigheid van de begunstigers, Die ons hier beschermt!                                 |
| Pereat tristitia, Pereant osores, Pereat diabolus, Quivis Antiburschius, Atque irrisores.                   | Weg met de droefgeestigheid, Weg met hen die ons haten! Weg met de duivel, En met hen die het studentenleven kwaadgezind zijn, En met hen die ons uitlachen! |

Van elk couplet worden de eerste twee regels en de laatste regel altijd tweemaal gezongen.
Antiburschius in de laatste strofe slaat niet op burgerlijk-ingenieursstudenten waarmee deze uitspraak veelal verward wordt, maar op Burschen, een Duitse term voor studenten die in een Burschenschaft samen leven, te vergelijken met Nederlandstalige clubs of verenigingen.